# كريس ماينارد
كريس ماينارد (8 أبريل 1958 - ) (بالإنجليزية: Chris Maynard)‏ هو لاعب كريكت بريطاني.